# Andersonia (plant)
Andersonia is een geslacht van kleine, groenblijvende struiken uit de heidefamilie (Ericaceae). De soorten zijn endemisch in de biodiversiteitshotspot Zuidwest-Australië in West-Australië. 

## Soorten
- Andersonia aristata Lindl.
- Andersonia auriculata L.Watson
- Andersonia axilliflora (Stschegl.) Druce
- Andersonia barbata L.Watson
- Andersonia bifida L.Watson
- Andersonia brevifolia Sond.
- Andersonia caerulea R.Br.
- Andersonia carinata L.Watson
- Andersonia echinocephala (Stschegl.) Druce
- Andersonia fallax Lemson ms
- Andersonia ferricola Lemson
- Andersonia geniculata Lemson
- Andersonia gracilis DC.
- Andersonia grandiflora Stschegl.
- Andersonia heterophylla Sond.
- Andersonia involucrata Sond.
- Andersonia latiflora (F.Muell.) Benth.
- Andersonia lehmanniana Sond.
- Andersonia longifolia (Benth.) L.Watson
- Andersonia macranthera F.Muell.
- Andersonia micrantha R.Br.
- Andersonia mysosma Lemson ms
- Andersonia nymphaea Lemson ms
- Andersonia opalescens Lemson ms
- Andersonia parvifolia R.Br.
- Andersonia pinaster Lemson
- Andersonia redolens Lemson
- Andersonia saxatilis Lemson ms
- Andersonia setifolia Benth.
- Andersonia simplex (Stschegl.) Druce
- Andersonia sprengelioides R.Br.
- Andersonia virolens Lemson ms

... · 
Acrothamnus · 
Acrotriche · 
Agapetes · 
Agarista · 
Andersonia · 
Andromeda · 
Arbutus · 
Arctostaphylos · 
Calluna · 
Cassiope · 
Chimaphila · 
Daboecia · 
Dracophyllum · 
Empetrum · 
Enkianthus · 
Erica (Dophei) · 
Kalmia · 
Leptecophylla · 
Moneses · 
Monotropa · 
Orthilia · 
(Oxycoccus (Veenbes)) · 
Pieris · 
Pyrola (Wintergroen) · 
Rhododendron (Rododendron) · 
Vaccinium (Bosbes) . 
Woollsia . 
...